# Ville-du-Pont
Ville-du-Pont è un comune delegato e frazione del comune di Pays-de-Montbenoît, situato nel dipartimento del Doubs nella regione della Borgogna-Franca Contea. In precedenza comune autonomo, il 1º gennaio 2025 è confluito insieme agli ex comuni di Hauterive-la-Fresse, La Longeville, Montbenoît e Montflovin nel nuovo comune di Pays-de-Montbenoît.

## Società

### Evoluzione demografica
Abitanti censiti